# Ulla Zimmerman
Ulla Zimmerman, född 20 september 1943 i Djursholm, Stockholms län, död 4 september 2023 i Fristad-Gingri distrikt i Borås kommun, var en svensk målare, tecknare, skulptör och författare. 
Ulla Zimmerman var dotter till civilingenjör Gösta Zimmerman och Ann-Mari Johansson samt gift med konstnären Stig Pettersson. Zimmerman studerade en termin vid Gerlesborgsskolan innan hon antogs vid Kungliga Konsthögskolan 1961–1966 därefter avlade hon radiotelegrafistexamen vid Sjöbefälsskolan 1975. Hon höll målarkurs på Långholmens centralfängelse 1970, var anställd på barnavårdsnämndens fritidsavdelning 1971–1973, vid Salénrederierna 1975–1976 och på Hedagården, ett boende för utvecklingsstörda i Fristad från 1982. 
Hon medverkade i Liljevalchs Stockholmssalong 1964 och ställde 1965 ut med en serie illustrationer till William Faulkners Stormen och vreden. På Nationalmuseums utställning Unga tecknare belönades hon med utställningens resestipendium. Hon var representerad vid Konstakademiens utställning 1966 med två oljemålningar och samma år belönades hon för ett förslag till utsmyckning av Råbyområdet i Västerås.  Bland hennes offentliga arbeten märks en väggdekoration i mosaik och betong för Scania-Vabis i Södertälje samt dekorationer för Högdalens sjukhus och i Plenisalen i LO-borgen i Stockholm. Hon har fått mottaga flera stipendier, såsom Borås kulturstipendium, Kirunastipendiet och Västra Götalandsregionens kulturstipendium samt Ester Lindahls stipendium 1967. Hennes konst består av teckningar i blyerts, oljemålningar och mindre arbeten i cement och mosaik. Zimmerman är representerad vid Moderna museet, Norrköpings Konstmuseum och Gustaf VI Adolfs samling.
När Zimmerman gick på gymnasiet hörde hon prästen Abbé Pierre tala om de hemlösa och utsatta och hon fick upp ögonen för att alla inte levde ett lika privilegierat liv som hon själv gjorde. Efter det bestämde hon sig för inte avlägga studentexamen; hon ville istället börja arbeta som sjuksköterska eller så skulle hon måla. Hon har arbetat på fartyg och inom vården och dessa platser visas ofta upp i hennes konst.